# Sumio Endō
Sumio Endo (jap. 遠藤純男, Endō Sumio; * 3. Oktober 1950 in Kōriyama) ist ein ehemaliger japanischer Judoka. Er gewann eine olympische Bronzemedaille und zwei Weltmeistertitel.
Der 1,70 m große Sumio Endō gewann 1974 das Tournoi de Paris. Bei den Asienmeisterschaften im gleichen Jahr gewann er das Schwergewicht und belegte in der offenen Klasse den zweiten Platz hinter Shōzō Fujii. Im Oktober 1975 besiegte er im Schwergewichts-Finale der Judo-Weltmeisterschaften in Wien den sowjetischen Judoka Sergei Nowikow. Bei den Olympischen Spielen 1976 in Montreal trafen Nowikow und Endō in der ersten Runde des Schwergewichts aufeinander, Nowikow gewann durch Schiedsrichterentscheid (yusei-gachi). In der Hoffnungsrunde besiegte Endō den Nordkoreaner Pak Jong-gil, den Jugoslawen Radomir Kovačević und den Briten Keith Remfry und gewann eine Bronzemedaille. Nachdem die Weltmeisterschaften 1977 wegen des Taiwan-Konflikts nicht stattfanden, trat Sumio Endō erst bei den Weltmeisterschaften 1979 in Paris wieder bei internationalen Meisterschaften an. In der offenen Klasse bezwang er im Halbfinale den Franzosen Jean-Luc Rougé und im Finale Witali Kusnezow aus der Sowjetunion.